# NGC 1237
NGC 1237 — двойная звезда в созвездии Эридан.
Этот объект входит в число перечисленных в оригинальной редакции «Нового общего каталога».
Скорее всего, является двойной звездой, находящейся в 30" от указанных Муллером координат.